# 东北蹄盖蕨
东北蹄盖蕨（学名：Athyrium brevifrons）为蹄盖蕨科蹄盖蕨属下的一个种。

## 扩展阅读
- 維基物種上的相關：东北蹄盖蕨